# Паяци
 Тази статия е за разреда паякообразни.  За планината в Гърция вижте Паяк (планина).  
Паяците (Araneae), известни още като същински паяци, са разред безгръбначни хищни животни от клас Паякообразни (Arachnida). Характерни отличителни черти са наличието на осем крака, челюсти снабдени със зъби, отделящи отрова, паяжинна жлеза в задната част на коремчето, както и липсата на крила. Дишат с бял дроб и трахеи, а на ходилните си крайници имат нокътчета. Отровата на някои видове паяци е опасна за човека. Хващат жертвите си чрез ловни мрежи или като скачат върху тях. Основната им храна са насекоми и затова са разпространени предимно в гори, храсталаци и ливади, но някои обитават жилищата на хората.
Някои хора предпочитат да отглеждат паяци като домашни любимци. Тарантулите, например, са видове паяци, които не се срещат по нашите земи, но са ценни заради отровата си. В сравнение с човешките размери са малки, но в света на паяците те са гиганти. От кобалтово сини до сиви или тъмно кафяви, понякога и черни, те достигат на размери от 9 – 10 до 17 – 23 cm, макар телата им да не са по-големи от 10 cm. Тарантулите живеят много дълго – от 25 до 40 години, но това зависи от пола на паяка. Мъжките екземпляри живеят около 1 – 1,5 години след достигане на полова зрялост, която настъпва около 2 – 3 години след излюпването, а женските живеят средно 10 – 15 години след достигане на полова зрялост. Те са сред най-тежките паяци – достигат цели 80 g.

## Класификация
Паяците се изучават от науката арахнология. Те са най-многобройната група от клас Паякообразни и се нареждат на седмо място сред всички други групи организми по брой представители. Към 2008 г. са известни около 40 000 вида паяци, обединени в 109 семейства. Съществуват различни мнения за таксономичното място на тези семейства, което е видно от над 20-те научни класификации, предложени от 1900 г. насам.
Една от възможните класификации разделя паяците на три подразреда:
- Подразред Мигаломорфни паяци (Mygalomorphae) Pocock, 1892 – първични паяци
- Подразред Азиатски паяци (Mesothelae) Pocock, 1892
- Подразред Аранеоморфни паяци (Araneomorphae) (Simon, 1892) – съвременни паяци

## Разпространение и местообитание
Паяците са добре застъпени на всички континенти с изключение на Антарктида, като местообитанията им са в повечето възможни екологични ниши с изключение на въздуха и моретата. Лесно се приспособяват, като се срещат дори в планини, високи 5000 m. За това е помогнала способността им да тъкат паяжини, както и отровата при някои видове.
Много паяци се заравят в бърлоги под земята, изкопани от самите тях или от други малки животни, а нерядко си намират и естествени пукнатини. Някои видове строят укритията си под парчета скала, дърво или дървесна кора, а други правят домове си от паяжина по скали, дървета, растения или стени на сгради.
Някои жълти и бели паяци, които не правят мрежи, живеят по цветовете на растенията. Също така в тихи и чисти води живее водния паяк (Argyroneta aquatica), който плете специални мрежи и ги изпълва с въздух. Всички паяци, които живеят във водата, са преминали вторично към воден живот.

## Описание

### Физически характеристики
Паяците са сравнително малки по размери, но тъй като са хищници, и ловуват плячката си, те притежават доста добре развити мускули. Размерът на един напълно развит екземпляр може да варира от 0,37 mm и по-малко до около 9 – 10 cm. Най-големите видове могат да достигат на тегло до 150 g. Едни от най-големите паяци са тези от семейства Тарантули и Sparassidae. Някои видове от семейство Sparassidae в Югоизточна Азия може да имат разкрач от около 25 cm, като последния се мери от върха на задния крак до върха на предния крак от същата страна. Обикновено мъжките екземпляри имат по-дълги и по-стройни крака, отколкото женските, но като цяло са по-малки (особено коремчето).
Тялото на паяците е плътно покрито с много малки, а при някои видове тарантули, и с по-големи косъмчета. Те имат сетивни и обонятелни функции, и благодарение на чувствителността им паяците засичат вибрациите предизвикани от движението на потенциалните си жертви. По този начин те могат да определят тяхната големина и разположение. Малките косъмчета са бодливи, и въпреки че не съдържат отрова имат дразнеща функция и в някои случаи се използват за защита от врагове. Също така при някои видове тарантули тези косъмчета могат да бъдат „изстрелвани“ във въздуха по посока на мишената. Освен за защита косъмчетата могат да се ползват и за маркиране на териториите, гнездата или паяжините.

### Анатомично устройство
Паяците не притежават вътрешен скелет и техните вътрешни органи са затворени в плътна и достатъчно твърда хитинизирана външна обвивка – екзоскелет. Най-твърда е обвивката на нокътчетата и хелицерите, а най-малко твърда и повече еластична е тази в местата на свързване на крачетата. Анатомично, паяците се отличават от останалите членестоноги по това, че сегментацията на тялото е сведена до две части – главогръд (prosoma) и коремче (opisthosoma), съединени помежду си с тънък мост – педицел (pedicel). За разлика от насекомите, при паяците липсват антени.

#### Главогръд
Главогръдът е най-важната и функционална част от тялото на паяка. В него е разположен мозъкът и основните мускули за придвижване. Тук се намират още мускулите на всмукващото стомахче и тези, отговорни за движенията на хелицерите. В горната си част главогръдът е защитен от твърдо капаче, наречено карапас (carapace). В средата на последното има малко вдлъбване, към което се прикрепват мускулите на стомахчето. В долната част на главогръда е разположен стернумът (sternum). В неговата предна част и в основата на хелицерите се намират горната и долната устна на паяка. Отстрани карапасът и стернумът са ограничени от сегментите на крачетата, като всички те са свързани помежду си чрез еластични мембрани.
Към главогръда са прикрепени 6 членчета, които са слети в едно.
- Първата двойка се наричат хелицери. Те са къси, заострени, приличат на клещи, и служат за разкъсване на плячката. На върха им се отварят каналчета, които са свързани с отровна жлеза, разположена в основата на членчето. Тя отделя отровен секрет, благодарение на който паяците убиват жертвата си.
- Втората двойка придатъци се наричат педипалпи. Те са разположени до хелицерите, но са значително по-дълги от тях. Приличат на крачета, но нямат двигателна функция, а са органи на сетивната система. От тях се отделят храносмилателни сокове, служат за защита, както и за захващане и задържане на жертвата. Също така при някои видове те имат и сетивна функция. Всяка педипалпа е съставена от седем сегмента – coxa, trochanter, фемур, патела, тибия, метатарзус и тарзус, като последният сегмент завършва с две снопчета власинки и нокътче.
- Последните четири двойки представляват ходилните крака на паяка. Всички те са еднакво устроени и имат по седем сегмента, както педипалпите, но за разлика от тях метатарзуса е разделен на два подсегмента, а тарзусът завършва не с едно, а с две нокътчета. Благодарение на краката си паякът плете паяжинната мрежа.

#### Коремче
Коремчето на паяка е покрито с мека хитинова обвивка и е неначленено. В него се помещават органите на храносмилателната, отделителната и половата система. От долната му страна се намират отворите на дихателните органи – бели дробове (белодробни торбички) или трахеи. В края на коремчето се намира изходното отвърстие на храносмилателната система – анус (anus). Също така тук са разположени 1 до 4 чифта паяжинни брадавици (spinneret), които са свързани с паяжинните жлези. Първият чифт паяжинни брадавици е на практика невидим и представлява две много малки издутинки, докато задният чифт е доста добре развит и се вижда като две пипалца. Секретът, който се отделя от тях, се втвърдява при контакт с въздуха и по този начин се образува паяжината. Тя е суха, лепкава и различна на дебелина и цвят. В основата си съдържа протеина фиброин, който представлява смес от албумини, глутаминова киселина и алфа-аланин.
Освен в коремчето си, тарантулите имат паяжинни жлези и в краката си.

### Мускулна система
Екзоскелетът на паяка изпълнява функцията на скелет, към който се прикрепват мускулите. Повечето паяци нямат мускули, които да разтягат крайниците, като движението им е в резултат на промяна в хидравличното налягане в крайниците. За да разгънат краката си, повечето паяци могат да генерират налягане до осем пъти над това, което се създава при покой. Чрез внезапно повишаване на кръвното налягане в третата или четвъртата двойка крака, скачащите паяци могат да скочат на дължина до 50 пъти по-голяма от собствената им. Паяците, както и повечето други паякообразни, държат най-малко четири от краката си на повърхността по време на придвижване.

### Храносмилателна система
Устната кухина на паяците е разположена между хелицерите. Тя е свързана с хранопровода, който минава през мозъка и се свързва с кух мускулест орган, играещ роля на всмукващо стомахче. Последният се свързва чрез къса тръбичка с истинския стомах, от който започва червото, което преминава през педицела в коремчето. В коремчето се намира мрежа от нишковидни образувания (малпигиеви тръбички), които са свързани с червото.
Анусът, който се отваря непосредствено над паяжинните брадавици, е свързан с правото черво, което към края си образува торбовидно чревно разширение – стеркорален джоб.
При паяците храносмилането започва извън тялото и завършва в храносмилателната система. Червата на паяците са твърде тесни по диаметър, поради което те втечняват уловената плячка, преди да я погълнат. Това става с помощта на храносмилателни ензими, които често се инжектират в тялото на уловеното животно. След сдъвкването на хранителния обект с помощта на хелицерите, храната попада в хранопровода, а от там – във всмукващото стомахче. Втечнената храна преминава в главния стомах, където частично се обработва. Основното храносмилане се извършва в червата с участието и на малпигиевите тръбички. Накрая напълно обработената храна се натрупва в стеркоралния джоб, откъдето периодично се изхвърля през ануса като екскремент.
В първия сегмент на първия и третия чифт крачета са разположени т. нар. коакциални жлези. Те отделят течност, която подпомага храносмилането.

### Дихателна и кръвоносна система
Паяците са двойно дишащи животни – дишат с книжни бели дробове и трахеи. Белите дробове на съвременните паяци са се образували от хрилете на техните предци. Те са изградени от тънки мембрани, през които циркулира хемолимфата, в която въглеродният диоксид се заменя с кислород, получен от въздуха.
Кръвоносната система не представлява затворен кръг, а разклонена мрежа от съдове, които завършват непосредствено в тъканите, откъдето хемолимфата се просмуква обратно в кръвоносните съдове.
Сърцето на паяка е продълговат тръбест орган, който минава по централната част на коремчето от горната му страна. Обвито е в перикард – тръбеста камера, която го оплита в стегнати нишки и осъществява циркулацията на хемолимфата в кръвоносната система. Повърхността на перикарда е постлана с голямо количество нервни влакна, които генерират и регулират непосредствено сърдечните контракции. Сърцето има четири чифтни отвора по цялата си дължина, функциониращи като клапи, през които се осъществява движението на хемолимфата в двете посоки. При контракция на перикарда хемолимфата се изпомпва в три посоки: напред през предната аорта, назад през задната аорта и настрани. Малките съдове, които излизат от задната аорта, кръвоснабдяват органите и тъканите на коремчето. По обратния път хемолимфата се връща в сърцето, откъдето се изтласква в предната аорта през педицела в главогръда. Там, по артериалните съдове, на свой ред постъпва в органите и тъканите. След това от тъканите хемолимфата се събира обратно и се връща по същия път обратно в коремчето, където попада в бели дробове. В белите дробове се осъществява газообмен, хемолимфата се насища с кислород и постъпва обратно в сърцето, където се натрупва в перикарда и се включва отново в циркулацията.

### Нервна система
С изключение на най-примитивната група – Mesothelae, паяците се характеризират с най-високо централизираната нервна система сред всички членестоноги, при която всички ганглии са обединени в една обща маса (мозък), разположена в долната част по протежение на целия главогръд. Мозъкът на паяците контролира техните рефлекси и инстинкти. Той е съставен от две основни части – горна и долна:
- Горната част е малка и служи за приемане и обработка на информацията идваща от зрителните и другите нерви.
- Долната част, която е малко по-голяма и със звездообразна форма, е разположена под хранопровода и отговаря за основните двигателни функции на паяка.

Мозъкът се свързва с всички органи, разположени в главогръда чрез нервни влакна. Освен това има едно централно нервно влакно, което преминава през педицела към коремчето. Всички косъмчета, с които е покрит паякът, завършват в основата си с нервни окончания достигащи до мозъка, като по този начин те играят ролята на сензори. Основната част от тези сензори се намира на педипалпите, както и на крачетата.

#### Зрение
Върху предния край на главогръда са разположени няколко двойки прости очи (ocella), които са свързани с мозъка посредством зрителни нерви. Подредбата на очите е различна за паяци от различни семейства. Повечето паяци, като например паяка кръстоносец, имат по 4 чифта очи:
- Първият чифт е разположен в предната част на главата им. Това са основните очи на паяка, благодарение на които става формирането на образа. Те са големи и черни, и паякът ги използва, за да вижда през деня.[17]
- Останалите три чифта вторични очи са разположени от двете страни и отгоре на главата им. Те са сиво-сини и служат за нощно виждане.

Подобно на повечето членестоноги, при паяците липсват сензори за баланс, и те разчитат основно на очите си, за да се ориентират в пространството.
Зрението на скачащите паяци е десет пъти по-добро от това на водните кончета и само пет пъти по-слабо от това при хората. Те постигат всичко това благодарение на серия обективи, четирислойна ретина, и способността да завъртат очите си и да обединяват изображенията от различни етапи на сканирането. Недостатъкът им е, че процесите на сканиране и обединяване са сравнително бавни. За разлика от скачащите паяци, зрението на тарантулите е много слабо, особено при подземните видове, затова основна функция на възприятие се изпълнява от осезанието.

## Начин на живот

### Лов и хранене
С изключение на един-единствен растителнояден вид (Bagheera kiplingi), описан през 2008 г., всички паяци са хищници, хранещи се предимно с насекоми (щурци, скакалци, бръмбари и пеперуди), други паяци и в редки случаи с птички, гущери, мишки, земноводни и дори малки рибки. Те убиват жертвата чрез инжектиране на отрова в тях през зъбите си. Обикновено убождането става в задната част на главата на жертвата, където са концентрирани по-голямата част от нервите.
Паяците използват най-различни стратегии за улавянето на плячката. Обикновено я дебнат в засада, оплитат я в предварително изтъкани мрежи, хващат я във висящи ласа, и в много случаи дори я преследват активно. Повечето паяци усещат плячката по вибрациите в мрежите си, но активните паяци-ловци имат добре развито зрение и много-често, като например паяците от род Portia избират различни тактики за улов и дори откриват нови начини.
Много паяци използват копринена нишка за да засекат движението на жертвата (предимно насекоми), след което я улавят в паяжини. Паяжината е изтъкана от паякова коприна. Това е тънък и здрав секрет под формата на нишка, който се отделя от паяжинните жлези в долната част на коремчето. Всички паяци го отделят, но не всички го използват за изтъкаването на паяжина. Някои използват коприната, за да си помагат при катерене, за направата на гладки стени за дупки, за обвиване на плячката или яйцата си с пашкул, и др.
Впечатляващ научен факт е, че популацията на паяците на Земята изяжда всяка година между 400 и 800 милиона тона (!) животни (основно насекоми), което е примерно двойно повече от количеството месо и риба, изяждано годишно от човечеството.

### Линеене
Всички паяци, независимо от пола, трябва периодично да сменят екзоскелета си, за да могат да израстват. Този процес се нарича линеене. Малките паячета могат да линеят няколко пъти в годината, докато по-възрастните, които вече са достигнали максималните си размери ще сменят кожата си около веднъж на година или по-скоро, ако се налага да регенерират някой загубен крайник.

### Размножаване
На някои паяци им трябват около 2 – 5 години за да съзреят полово, а на други може да им отнеме до 10 години. След като достигнат полова зрялост, мъжките паяци имат около година, за да намерят женска за чифтосване. Паяците се размножават полово и оплождането е вътрешно, но косвено. С други думи, сперматозоидите не се вкарват в тялото на женската от гениталиите на мъжките. За целта мъжките паяци изплитат паяжина и започват да търкат коремчето си върху нея, докато не еякулират семенна течност, след което вкарват педипалпите си в нея, за да я „попият“. Семенната течност се поддържа жизнена благодарение на педипалпите, докато мъжкият не си намери партньорка. Когато това стане, двата паяка обменят сигнали, за да определят дали са от един и същи вид и дали женската е готова да се чифтосва. Например при някои видове мъжкият определя това по миризмата.
Мъжкият паяк има сложен ритуал за ухажване, целта на който е да не бъде изяден от женската по време на чифтосване. Самото чифтосване става чрез вкарване на попитите със семенна течност педипалпи в отвор, намиращ се в долната част на коремчето на женската. Накрая, за да не бъде изяден, мъжкият трябва да се отдалечи възможно най-бързо от женската. Повечето мъжки успяват да оцелеят след няколко чифтосвания, като животът им е с ниска продължителност поради естествената им смърт. Ако женската не е готова за полов акт, а мъжкият настоятелно се опитва да се чифтоса с нея, също може да бъде атакуван и изяден.
След като женските снесат яйцата си, те често ги полагат в предварително изтъкан пашкул, в който могат да се поберат до 3000 яйца. Има и случаи, при които женски носят своите малки след излюпване и ги хранят за известен период. Малка част от паяците са социални животни, изграждащи колонии от няколко до 50 000 индивида. Социалното поведение варира от временен толеранс един към друг до кооперация при ловуване и разделяне на плячката.
При някои видове паяци, като черната вдовица, се наблюдава канибализъм. След размножителния процес женският паяк изяжда своя мъжки партньор с цел осигуряване на хранителни вещества за съзряването на яйцата, които носи в себе си. На свой ред, след като съзреят, малките изяждат майка си.
Продължителността на живота на паяците варира в зависимост от техния пол. Въпреки че повечето паяци живеят до около 2 години, някои тарантули и редица други мигаломорфни паяци могат да доживеят до 25 години в плен. Ако са били добре гледани, женските нормално биха живели до 20 – 30 години, докато мъжките – до около 10 години, в зависимост от вида. Има сведения за женски тарантули, достигнали до 30 – 40 годишна възраст при гледане в домашни условия.

## Еволюция
Подобни на паяците животни, способни да произвеждат коприна, се появяват през девон (преди около 386 милиона години), но при тях липсват същински паяжинни жлези. Фосили на истински паяци са намерени в скали от карбон, датирани от преди 318 до 299 милиона години. Устройството на тялото им е сходно с това на примитивните представители на подразред Mesothelae. Повечето паяци от Mygalomorphae и Araneomorphae се появяват за пръв път през триас преди около 200 милиона години.
Въпреки че фосилните находки от паяци са рядкост, почти 1000 вида са описани от вкаменелости. Тъй като органите на паяците са доста меки, по-голямата част от изкопаеми паяци са били открити, запазени в кехлибар. Най-старият известен кехлибар, съдържащ изкопаеми членестоноги, датира от преди 130 милиона години, от началото на периода Креда, а най-старата намерена вкаменелост на паяжина е на 100 милиона години.
Най-голямата известна вкаменелост на паяк е с размери едва 25 mm. Намерена е в Daohuogo, Вътрешна Монголия, Китай, през 2011 г., и е на около 165 млн. години.

## Паяците и човекът
В резултат на своето поведение паяците са често използван символ в изкуството и фолклора, олицетворяващи търпение, жестокост и градивен потенциал.

### Домашни любимци
Паяците могат да бъдат отлични екзотични домашни любимци, стига да им се осигурят подходящи условия на живот. Те са чисти и тихи, изискват малко жизнено пространство, интересни са за наблюдение, и са много по-евтини за отглеждане от повечето традиционни домашни любимци, като кучета, котки и др. Едновременно с това не трябва да се забравя, че почти всички паяци са отровни, и някои от тях могат да нанесат доста големи вреди на човек. Също така паяците могат да бъдат източник на различни бактериални, вирусни и гъбични инфекции. Косъмчетата на някои паяци могат да предизвикат различни алергии, възпаление на очите, носа и кожата, както и на дихателните пътища и белите дробовете, ако бъдат вдишани.

### Отрова
Повечето ухапвания от паяци са при самозащита, и в много редки случаи могат да доведат до по-сериозни ефекти от тези, наблюдавани при ухапване от комар или ужилване от пчела. Повечето от тези по-сериозни ухапвания се причиняват от по-срамежливи и кротки паяци, които хапят, само когато се чувстват застрашени, въпреки че това може лесно да възникне и случайно. През 20 век има докладвани около 100 смъртни случая от ухапване от паяк, и около 1500 от ужилвания от медузи.
Докато отровата на някои паяци е опасна за хората, при други видове отровата се използва за производството на лекарства и дори за пестициди.

### Храна
Пържените паяци тарантули се считат за деликатес в Камбоджа, и от индианците Piaroa от южната част на Венецуела, при условие, че силно дразнещите косъмчета са предварително отстранени.

### Паяжина
Паяжината, която плетат паяците, по химичен състав е сходна с коприната. Паяковата коприна комбинира леко тегло, издръжливост на опън и еластичност, като по качества превъзхожда всички синтетични материали. Лекотата и здравината, която притежава, се използват за научни цели от физици и учени в генното инженерство.

### Арахнофобия
Арахнофобията, страхът от паяци, е една от най-разпространените фобии. При някои хора страхът може да се предизвика дори не от паяк, а само от неговото изображение. Някои статистически данни показват, че 50% от жените и около 10% от мъжете показват симптоми на страх от паяци.

## В България
В България се срещат над 700 вида паяци, от които само черният отровен паяк (на латински: Latrodectus tredecimguttatus) е опасен за човека, но той се среща много рядко. Много често се среща паякът кръстоносец.

## Допълнителни сведения
- Паяците са полезни животни, понеже убиват вредителите.
- Отровата на повечето паяци не е опасна за човека, дори на 6-сантиметровата тарантула.
- Някога се е вярвало, че танците служат като противоотрова, и оттам идва името на италианския танц тарантела.